# Cultura competitiva de masculinidad
La cultura competitiva de masculinidad (del inglés, masculinity contest culture) es un entorno de organización disfuncional en el que se refuerzan características estereotípicamente masculinas, como la dureza emocional, la resistencia física y la implacabilidad. Estos ambientes se describen como entornos hobbesianos y crean una hipercompetitividad normalizada en la que las personas tienden a ser agresivas, toman riesgos injustificados, trabajan horas extremas, participan en competencias despiadadas y acosan sexualmente a mujeres u otros hombres. Estas culturas tienden a persistir ya que aquellos que plantean problemas son vistos como más débiles e inapropiados. Son comunes en industrias como la aplicación de la ley, la tecnología y las finanzas.

## Consecuencias
La cultura competitividad de masculinidad reduce la productividad y la innovación, crea una vida laboral desequilibrada, aumenta el acoso y la intimidación, incluido el acoso sexual, el acoso racial, la humillación social y la intimidación física, aumenta el agotamiento ocupacional y la rotación de empleados, y aumenta las enfermedades mentales y físicas.
En negocios con alta preocupación por la seguridad, como las petroleras, aumenta la tasa de accidentes.

## Intervenciones
Por lo general, las intervenciones contra estas culturas se enfocan en mejorar la situación de las mujeres y las minorías, pero las intervenciones que se enfocan en los valores y en mejorar el bienestar general de toda la organización tienden a ser más exitosas. Por ejemplo, en una intervención realizada en una plataforma petrolera, los trabajadores fueron convencidos de que la seguridad (un rasgo opuesto a la cultura competitiva) era un valor central para la misión, monitoreando y recompensando el cambio de comportamiento deseado, como expresar dudas sobre los procedimientos, escuchar a los demás, valorando la seguridad y el descanso, y la cooperación con y el cuidado de los compañeros de trabajo.